# Ligne Catane-Caltagirone-Gela
La ligne de chemin de fer Catane-Caltagirone-Gela est une ligne ferroviaire à voie unique qui, transversalement, relie le côté ionien et le côté méditerranéen de la Sicile à travers plusieurs grands centres urbains. Depuis le 8 mai 2011, la ligne est interrompue sur le tronçon Caltagirone-Gela en raison de l'effondrement d'un viaduc au km 326 + 600.
Un projet de reconstruction du viaduc et une réouverture du tronçon ferroviaire, comprenant la modernisation de 11 autres viaducs et quelques travaux mineurs, a été présenté en août 2018. La réouverture du tronçon Caltagirone-Gela est prévu en 2022.

## Historique

### Chronologie
| Tronçon               | Inauguration     |
| --------------------- | ---------------- |
| Catane - Lentini      | 1er juillet 1869 |
| Lentini - Scordia     | 20 novembre 1889 |
| Scordia - Caltagirone | 31 octobre 1892  |
| Caltagirone - Gela    | Novembre 1979    |

## Galerie

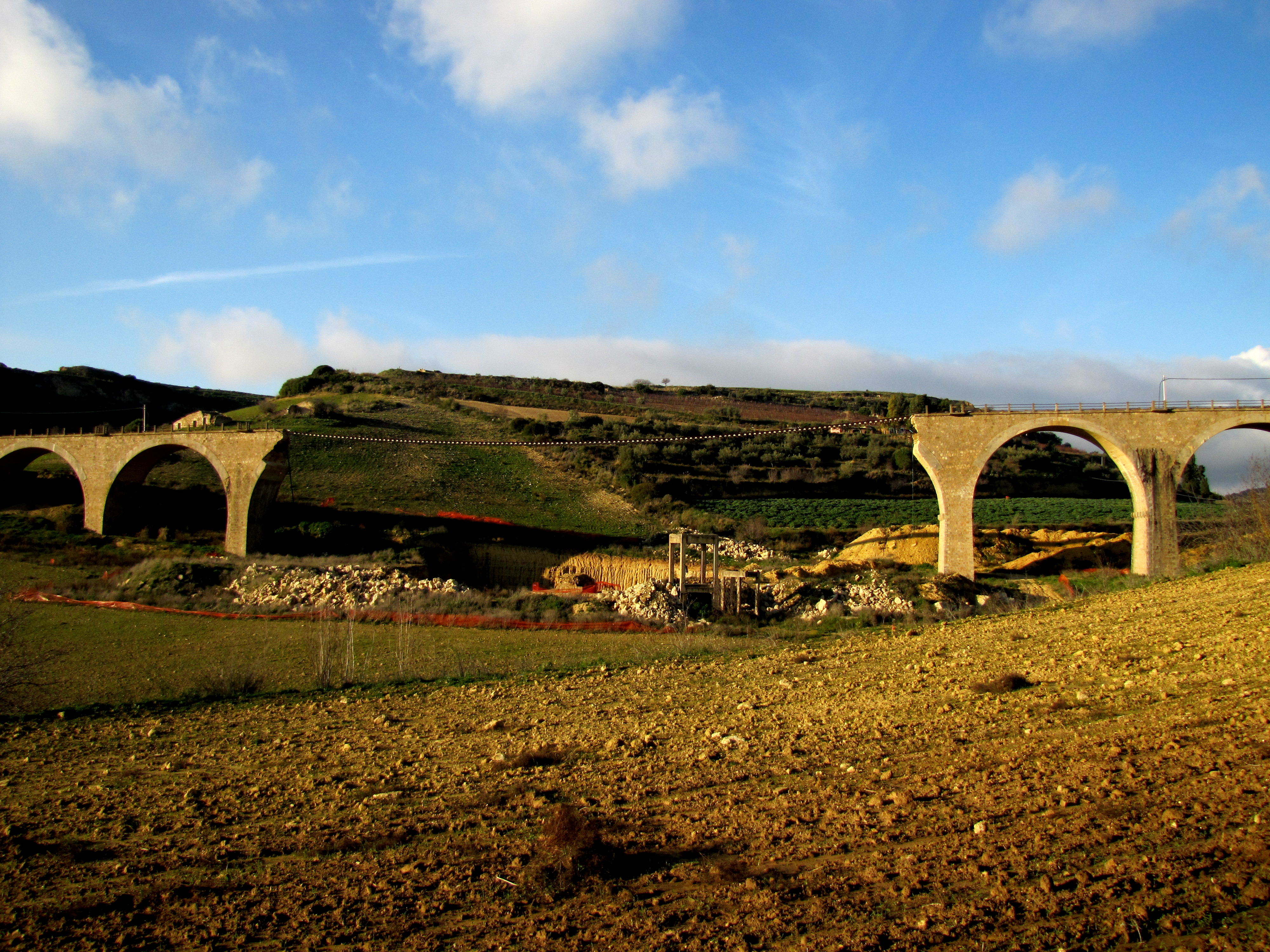
Le viaduc effondré sur le tronçon Niscemi-Caltagirone.